# Åström
Åström är ett vanligt svenskt efternamn som kan stavas på något olika sätt. Den 31 december 2012 var det följande antal personer i Sverige med stavningsvarianterna 
- Åström 8 658
- Åhström 114
- Aaström 4
- Aastrøm 1

Tillsammans med 1 person som stavar sitt namn på annat sätt, blir detta 8 778 personer, vilket ger namnet plats nummer 96 på listan över Sveriges vanligaste efternamn.

## Personer med namnet Åström eller Åhström
- Adolf Åström (1863–1932), jurist, rättshistoriker
- Alice Åström (född 1959), politiker
- Anders Åström, flera personer
  - Anders Åström den äldre (1818–1876), köpman och företagsledare
  - Anders Åström den yngre (1859–1915), industriman och politiker
- Anna Åström (född 1990), skådespelare, sångare
- Anna-Maria Åström (född 1951), finländsk etnolog, professor
- Aurora Åström (1905–1980), skådespelare

- Bengt Åström (1913–1990), jurist, kommunalråd
- Bernhard Åström (1884–1959), finländsk veterinär och amatörfotograf

- Carl Gustaf Åström (1840–omkring 1921), svenskamerikansk målare och fotograf
- Curt Åström (1924–1986), skådespelare

- David Åström (född 1983), musiker, producent, skribent

- Edvard Åström (1856–1927), industriman
- Emma Irene Åström (1847–1934), lärare, första kvinnan i Finland att avlägga magisterexamen
- Ernst Åström (1876–1938), tobakshandlare och politiker
- Eva Löwstädt-Åström (1865–1942), målare, tecknare och grafiker

- Folke Åström (1912–1964), skådespelare

- Gertrud Åström (född 1954), företags- och organisationsledare, jämställdhetsexpert

- Hans Åström (född 1968), bandyspelare
- Hardy Åström (född 1951), ishockeymålvakt
- Hemming Åström (1844–1895), finländsk industriman
- Henrik Åström (född 1980), kompositör och musikproducent
- Hjalmar Åström (1888–1957), militär

- Inga-Lill Åhström (1908–1991), skådespelare
- Israel August Åström (1877–1937), riksevangelist, pastor och författare

- Jan Åström (född 1960), sångare, skådespelare
- Jan Åström (dansare), dansare, koreograf och regissör
- Jarl Åström (1909–1988), finländsk industriman
- Johan Åström (1767–1844), präst
- Jon Åström Gröndahl (född 1975), diplomat

- Karin Åström (född 1953), politiker
- Karin Åström Iko (född 1967), riksarkivarie
- Karl-Erik Åström (1924–1993), längdskidåkare
- Karl Johan Åström (född 1934), professor i reglerteknik
- Karl-Ragnar Åström (1920–2001), uppfinnare och företagare
- Karl Robert Åström (1839–1897), finländsk industriman
- Kell Åström (1920–2004), arkitekt
- Kjell Åström (född 1940), målare
- Kristofer Åström (född 1974), sångare, gitarrist, låtskrivare

- Lars-Åke Åström (1924–2006), jurist, ämbetsman
- Lena Åström (född 1964), friidrottare
- Lissie Åström (1924–2013), etnolog och kvinnoforskare

- Maja Åström (född 1982), fotbollsmålvakt
- Margit Åström (1899–1980), författare
- Margit Kitok-Åström (1925–2011), samisk konsthantverkare
- Maria Åström (född 1948), textilkonstnär och mönsterformgivare
- Michael Åström (1736–1791), silversmed och juvelerare

- Nina Åström (född 1962), finländsk sångare och låtskrivare

- Patsy Åström (1918–1985), tecknare, grafiker och journalist
- Patrik Åström (född 1987), fotbollsspelare
- Paul Åström (1929–2008), antikforskare, professor
- Peer Åström (född 1972), låtskrivare, musiker, producent
- Per-Erik Åström (född 1950), journalist och fotograf

- Rickard Åström (född 1964), kompositör, kapellmästare, arrangör, pianist
- Roger Åström (1938–2002), teckningslärare och målare
- Ronnie Åström (född 1975), låtskrivare, kompositör, musiker
- Ronny Åström (1939–2002), barnboksförfattare, förlagsman

- Sven-Erik Åström (1921–1989), finländsk historiker
- Sverker Åström (1915–2012), diplomat

- Tage Åström (född 1961), författare, f.d. kriminalkommissarie
- Ted Åström (född 1945), skådespelare, musiker
- Tommy Åström (född 1974), journalist, affärsman
- Torsten R. Åström (1905–1978), väg- och vattenbyggnadsingenjör, företagsledare

- Ulla Åström (1922–2002), textilkonstnär och mönsterformgivare

- Verner Åström (1895–1964), skulptör, konsthantverkare och målare
- Viktor Åström (1863–1927), arkitekt

- Werner Åström (1885–1979), finländsk målare
- Wilhelm Åström (1840–1898), musikdirektör, kompositör